# Siegfried Herrmann (Politiker)
Siegfried Herrmann (* 16. August 1942 in Hartberg, Steiermark) ist ein österreichischer Politiker (SPÖ).

## Leben
Siegfried Herrmann erlernte nach dem Besuch der Pflichtschulen den Lehrberuf des Schmieds. Danach war er von 1964 bis 1980 als Schlosser und Maschinenführer tätig. In dieser Zeit engagierte er sich auch gewerkschaftlich, war Betriebsrat und von 1978 bis 1982 Vorsitzender des ÖGB im ehemaligen Bezirk Hartberg. Zuletzt besuchte Herrmann von 1980 bis 1981 die Sozialakademie der Kammer für Arbeiter und Angestellte in Mödling.

## Politik
Seine politische Karriere begann Herrmann 1975, als er in den Gemeinderat von Lafnitz gewählt wurde. Ab 1990 war er Bürgermeister seiner Heimatgemeinde.
1987 zog er als Abgeordneter seiner Partei in den Landtag Steiermark ein, dem er zunächst bis zum Ende der Legislaturperiode, 1991, angehörte. Von Oktober 1991 bis Januar 1994 vertrat er die Steiermark als Mitglied des Bundesrats in Wien. Danach wurde er in Graz erneut als steirischer Landtagsabgeordneter vereidigt. Dieses Mal war er bis zum Jahr 2000 Mandatar.